# Journal of Peace Research
Das Journal of Peace Research ist eine interdisziplinäre wissenschaftliche Zeitschrift der Friedens- und Konfliktforschung. Sie wird alle zwei Monate vom Verlag Sage Publications veröffentlicht und unterliegt einem Peer-Review Verfahren. Herausgeber ist die norwegische Forschungseinrichtung Peace Research Institute Oslo.
Die Zeitschrift wurde 1967 auf Initiative des Konfliktforschers Johann Galtung erstmalig herausgegeben.

## Forschungsschwerpunkte
Die veröffentlichten Artikel umfassen klassische Themenfelder der Friedens- und Konfliktforschung von Gewaltforschung über Konfliktanalyse und -resolution bis hin zu angrenzenden Forschungsfeldern wie Menschenrechte, Konflikte aufgrund des Klimawandels und Militärökonomie.